# La Tour-en-Jarez
 La Tour-en-Jarez  es una población y comuna francesa, situada en la región de Ródano-Alpes, departamento de Loira, en el distrito de Saint-Étienne y cantón de Saint-Héand.

## Demografía
| 610 | 639 | 883 | 1042 | 1123 | 1163 |
| Para los censos de 1962 a 1999 la población legal corresponde a la población sin duplicidades (Fuente: INSEE [Consultar]) |     |     |      |      |      |